# Emiri Miyasaka
Emiri Miyasaka (宮坂 絵美里?, Miyasaka Emiri; Tokyo, 16 giugno 1984) è una modella giapponese, incoronata Miss Universo Giappone 2009. Miyasaka è stata eletta, battendo più di tremila concorrenti e scelta da una giuria che comprendeva il direttore del concorso Ines Ligron, la cantante Shizuka Kudo, la finalista di Miss Universo 2006 Kurara Chibana, il personaggio televisivo Girolamo Panzetta, ed il deejay Chris Peppler.
Dopo l'elezione, Miyasaka ha ricevuto grande attenzione mediatica per essere stata invitata nell'ufficio del primo ministro giapponese, un onore normalmente riservato alle personalità veramente importanti. Emiri Miyasaka ha quindi rappresentato il Giappone a Miss Universo 2009 che si è svolto il 23 agosto 2009 a Nassau, dove però la modella non è riuscita a classificarsi.
Ha suscitato grandi polemiche però il vestito indossato da Emiri Miyasaka per rappresentare il Giappone, durante la parata dei costumi tipici. Benché la modella avesse dichiarato "Ce la sto mettendo tutta per piacere, basandomi sulla gentilezza e la modestia dei giapponesi!", la critica ha giudicato il vestito una "disgrazia nazionale", una "presa in giro dei costumi e delle tradizioni giapponesi" e "un vestito stupido, disegnato stupidamente per una persona stupida". L'abito realizzato da Yoshiyuki Ogata, era stato modificato all'ultimo momento da Ines Ligron, organizzatrice dell'evento, che ne aveva accorciato la gonna. Nonostante la Ligron abbia difeso l'abito, chiamando i critici "dinosauri", durante il concorso vero e proprio, la Miyasaka ha indossato una versione più tradizionale dell'abito.
Ha recitato per la prima volta in un dorama intitolato Hammer Session! nel 2010 a fianco di Mirai Shida.